# Atlético Madrid B
Club Atlético de Madrid B este un club de fotbal din Madrid, Spania. Fondat în 1966, acesta este echipa secundă a clubului Atlético Madrid și în prezent evoluează în Segunda División B.

## Istorie
Clubul a fost fondat în 1966 ca Reyfra Atlético Club. În 1970 a absorbit clubul Aviaco Madrileño CF, care fu înființat în 1967 prin fuziunea dintre Madrileño CF (1956–67) și AD Aviaco: ulterior clubul a devenit afiliat cu Atlético Madrid și și-a schimbat denumirea în Atlético Madrileño Club de Fútbol.
În 1991 echipa a fost redenumită în Atlético Madrid B. Între anii 1980–86 echipa a evoluat în Segunda División, iar ulterior a pendulat între această ligă și Segunda División B – creată în 1977. În sezonul 1998–99, cu Rubén Baraja în lot, viitor star al Valencia CF și de la naționala de fotbal a Spaniei, echipa a terminat pe poziția a doua în liga secundă, dar a fost ineligibilă să promoveze în La Liga.
Întregul deceniu al anilor 2000 echipa a jucat în liga a III-a, dar a continuat să furnizeze noi talente pentru prima echipă, printre care și David de Gea, Álvaro Domínguez, Antonio López, Gabi, Mario Suárez, Koke și Ignacio Camacho.

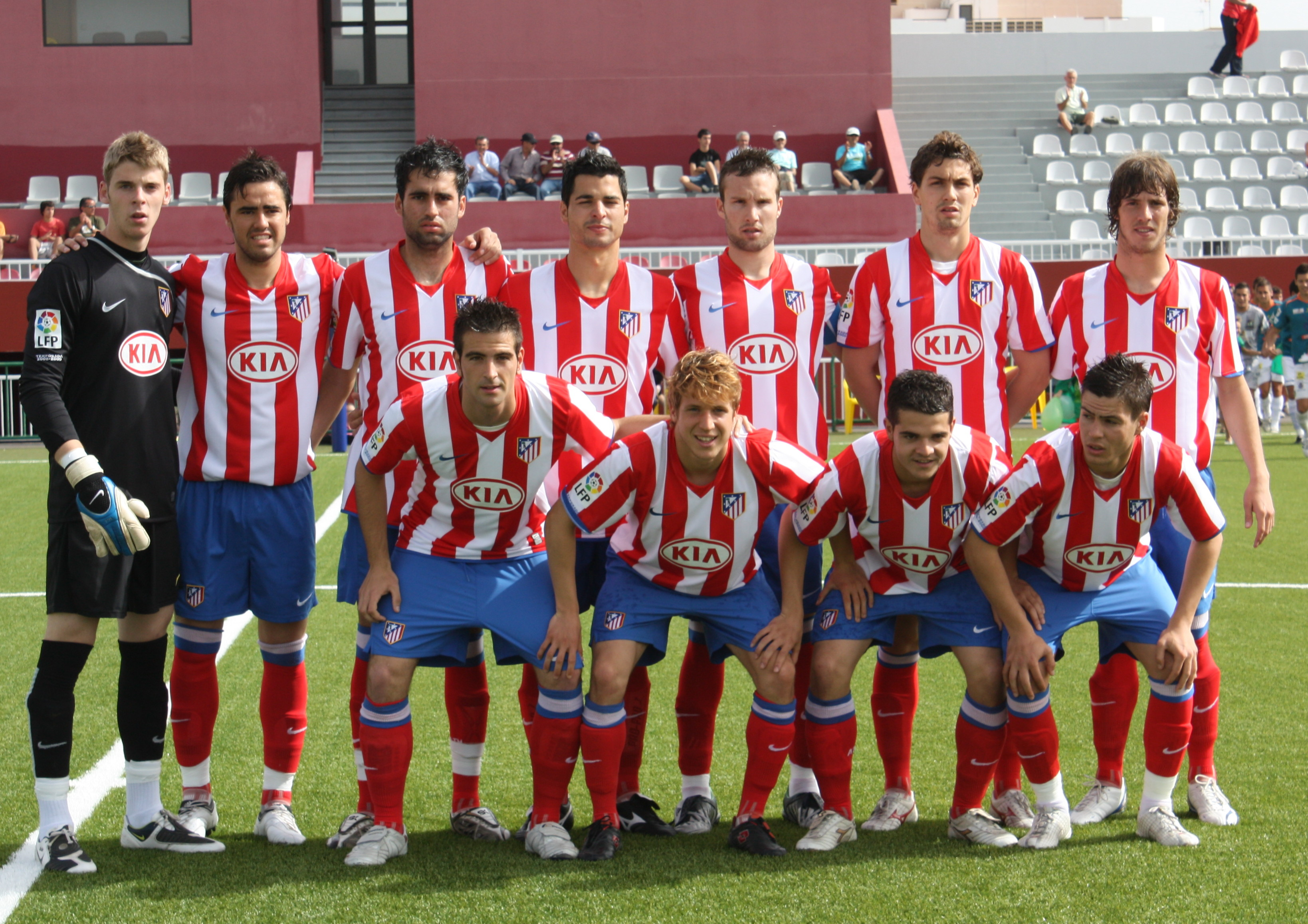
Atlético Madrid B în 2009

Totaluri
- 11 sezoane în Segunda División
- 25 sezoane în Segunda División B
- 13 sezoane în Tercera División

## Lotul actual
La 9 februarie 2019.
| Nr. |          | Poziție | Jucător           |
| --- | -------- | ------- | ----------------- |
|     | Spania   | P       | Miguel San Román  |
|     | Spania   | P       | Jaume Valens      |
|     | Spania   | P       | Álex Dos Santos   |
|     | Spania   | F       | Samu Araújo       |
|     | Spania   | F       | Víctor Ruiz       |
|     | Columbia | F       | Andrés Solano     |
|     | Spania   | F       | Aitor Puñal       |
|     | Spania   | F       | Francisco Montero |
|     | Spania   | F       | Tachi             |
|     | Spania   | F       | Carlos Isaac      |
|     | Spania   | M       | Juan Segura       |
|     | Spania   | M       | Ferni             |

| Nr. |                      | Poziție | Jucător               |
| --- | -------------------- | ------- | --------------------- |
|     | Spania               | M       | Cristian Rodríguez    |
|     | Republica Dominicană | M       | Alexander Rodríguez   |
|     | Spania               | M       | Óscar Clemente        |
|     | Spania               | M       | Toni Moya             |
|     | Spania               | M       | Mikel Carro           |
|     | Spania               | M       | Pinchi                |
|     | Spania               | M       | Roberto Olabe         |
|     | Spania               | A       | Darío Poveda          |
|     | Spania               | A       | Borja Garcés          |
|     | Spania               | A       | Joaquín Muñoz         |
|     | Uruguay              | A       | Nicolás Schiappacasse |

## Palmares
- Copa de la Liga (Segunda División): 1982–83
- Segunda División B: 1988–89, 2000–01, 2003–04

## Jucători notabili
| - Keidi Bare - Koldo Álvarez - José Percudani - Javier Pinola - Ivan Rocha - King - Jean Dika - Daniel Kome - Pierre Kunde - Kily - Salomón Obama - Cedrick Mabwati - Lucas Hernandez - Sadick Adams - Thomas Partey - Sekou Keita - Frantz Bertin - Yassine Bounou - Gabriel González - Ángel Guirado | - Marco Ferreira - João Pinto - Ibrahima Baldé - Veljko Paunović - Đorđe Tomić - Zvonimir Vukić - Quinton Fortune - Mario Abrante - Carlos Aguilera - Javier Arizmendi - Rubén Baraja - Borja Bastón - Ignacio Camacho - Javier Casquero - Domingo Cisma - Cuaresma - Pichu Cuéllar - Diego Díaz - Álvaro Domínguez | - Gabi - Gaspar Gálvez - David de Gea - Juan Carlos Gómez - Ramón González - Tomás González - Quique Estebaranz - Santiago Ezquerro - Chema Jiménez - Roberto Jiménez - Keko - Koke - Paco Llorente - Antonio López - Juanma López - Armando Lucas | - Mané - Javier Manquillo - Roberto Marina - Ángel Jésus Mejías - César Mendiondo - Mínguez - Manu del Moral - Sergio Morgado - Toni Muñoz - Saúl Ñíguez - Juan Carlos Pedraza - Rubén Pérez - Julio Prieto - Juanma Ortiz | - Quique Ramos - Tomás Reñones - Abel Resino - Ricardo - Antonio Rivas - Diego Rivas - Nano Rivas - Carlos Rodríguez - Salva Sevilla - Roberto Solozábal - Mario Suárez - Óliver Torres | - Martín Vellisca - Clemente Villaverde - Yordi - Abdelkader Oueslati - Pablo García - Marcelo Saralegui |